# 洛根鎮區 (堪薩斯州菲利普斯縣)
洛根鎮區（英語：Logan Township）為美國堪薩斯州菲利普斯縣轄下的鎮區。2010年美国人口普查中該鎮區人口有637人。

## 地理
洛根鎮區涵蓋總面積為93.10平方（35.95平方英里）。

## 人口統計
根據2010年美國人口普查，洛根鎮區人口有637人，住房340戶，人口密度為6.84人/每平方公里。此鎮區居民之種族中，白人佔99.37%，非裔美國人佔0%，美洲原住民佔0%，亞裔美國人佔0%，太平洋島裔美國人佔0%，其他種族佔0.47%，混血種族則佔0.16%。而西班牙裔或拉丁裔美國人佔此鎮區人口的1.41%。

## 交通

### 主要公路
- 9號堪薩斯州州道